# Drimia chalumnensis
Drimia chalumnensis är en sparrisväxtart som beskrevs av A.P.Dold och E.Brink. Drimia chalumnensis ingår i släktet Drimia och familjen sparrisväxter. Inga underarter finns listade i Catalogue of Life.